# Tourismusgeographie
Die Tourismusgeographie oder Fremdenverkehrsgeographie, auch Geographie des Tourismus, ist eine Subdisziplin der Geographie und zählt dort traditionell zur Wirtschaftsgeographie. Sie erfasst, beschreibt und erklärt die räumlichen Strukturen des Tourismus in Destinationen der Erde, sowie die touristischen Prozesse und Funktionsweisen  die diese erzeugen. Als Geographie der Freizeit und des Tourismus beschäftigt sie sich neben dem Tourismus auch mit Aktivitäten der Freizeit.

## Entwicklung
Seit dem Anfang des 20. Jahrhunderts beschäftigt sich die Geographie mit dem Tourismus. Im Jahre 1905 kam der Begriff „Fremdenverkehrsgeographie“ erstmals auf. Zu den Hochschullehrern für das Fach gehörte etwa Christoph Becker, der als Professor für Angewandte Geographie und Fremdenverkehrsgeographie an der Universität Trier wirkte.

## Interdisziplinarität
Da die Tourismuswissenschaft von großer Interdisziplinarität gekennzeichnet ist, ist es schwierig, innerhalb dieser Wissenschaft Abgrenzungen zu treffen. So besteht die Gefahr von Überschneidungen in allen Teildisziplinen, was jedoch durchaus neue Erkenntnisse hervorbringen kann.